# Kostel svatého Jiří (Bořitov)
Kostel svatého Jiří je římskokatolický chrám v obci Bořitov v okrese Blansko. Je chráněn jako kulturní památka České republiky. Je farním kostelem farnosti Bořitov.

## Historie
Kostel zasvěcený svatému Jiří je pozdně románská stavba z doby kolem roku 1200. Nejstarší částí je loď kostela (1173). Věž byla přistavěna roku 1305. Při opravách byla zvyšována a její dnešní podoba pochází z roku 1840. V době husitských válek byl bořitovský kostel pobořen a čekaly ho rozsáhlé opravy. V roce 1480 byla přistavěna kaple svaté Anny. Dále byl tehdy omítnut vnitřek i vnějšek kostela. Některé křídové kvádry nosných zdí musely být vyměněny.

## Architektura
Jedná se o významnou stavbu původně tribunového kostela z doby kolem roku 1173, přestavovanou v pozdní gotice i v 19. století. V současnosti je to orientovaná podélná jednolodní stavba s pětiboce uzavřeným presbytářem a s věží v ose západního průčelí. K presbytáři přiléhá sakristie a na opačné straně kaple.

## Interiér
Interiér je vyzdoben gotickými nástěnnými malbami, přestavujícími zápas svatého Jiří s drakem a výjevy ze života Kristova a svatých. Nejcennější dochovanou románskou malbou je zde vyobrazení svatého Kryštofa z 2. čtvrtiny 13. století, jedna z nejstarších fresek v českých zemích. Z roku 1514 pochází stříbrná skvěle vypracovaná monstrance s věžovitou gotickou konstrukcí a jemně vypracovanými ornamenty. Váží 4,115 kg, vysoká je 80 cm.

## Restaurování
V roce 2018 byly restaurovány venkovní kamenné prvky na věži kostela (sochy sv. Cyrila a Metoděje, kamenný reliéf nad hlavním vstupem, ostění oken na věži a kamenná románská okna ve zvonovém patře věže). Nahrazen byl poškozený kamenný stupeň před hlavními vchodovými dveřmi. Všechny kamenné prvky byly očištěny, byla na nich provedena biosanace, následně byly provedeny barevné retuše na bázi vápna.